# Ctenochromis
Ctenochromis és un gènere de peixos pertanyent a la família dels cíclids.

## Distribució geogràfica
Es troba a Àfrica.

## Taxonomia
- Ctenochromis benthicola (Matthes, 1962)[3]
- Ctenochromis horei (Günther, 1894)[4]
- Ctenochromis luluae (Fowler, 1930)
- Ctenochromis oligacanthus (Regan, 1922)
- Ctenochromis pectoralis (Pfeffer, 1893)[5]
- Ctenochromis polli (Thys van den Audenaerde, 1964)[6][7][8][9][10]